# Ministerie van economische zaken
Een ministerie van economische zaken of ministerie van economie is een ministerie dat instaat voor het economisch beleid van een land of deelstaat, voor zover dat niet bij andere ministeries is ondergebracht zoals het ministerie van financiën.
| Land                           | Ministerie | Minister                                                                                |
| ------------------------------ | --- | --------------------------------------------------------------------------------------- |
| België - Vlaanderen - Wallonië | Federale Overheidsdienst Economie, K.M.O., Middenstand en Energie - Departement Economie, Wetenschap en Innovatie - onderdeel van groter departement | lijst van federale ministers - lijst van Vlaamse ministers - lijst van Waalse ministers |
| Nederland                      | Ministerie van Economische Zaken | lijst van Nederlandse ministers                                                         |
| Polen                          | Ministerie van Economie |                                                                                         |
| Zwitserland                    | Federaal Departement van Economische Zaken |                                                                                         |